# Plaza Italia Shopping
Plaza Italia Shopping Outlet es un centro comercial uruguayo en la ciudad de Montevideo, en el barrio de Malvín. Fue inaugurado en 2020, siendo el primer shopping-outlet del Uruguay.

## Historia
Al igual que los otros centros comerciales del país, este también pertenece al grupo Lecueder y fue proyectado por el estudio Gómez Platero. Dicho proyecto significó  una inversión de un total de 50 millones de dólares y la obra cuenta con  25 mil metros cuadrados. Además de contar con un conjunto residencial denominado distrito M.
En 2020 se realizó la apertura de la primera etapa de dicho centro comercial, y en 2021 fue inaugurado de forma oficial. Las principales tiendas son McDonald's, Mosca, Farmashop, Disco y Sodimac.